# Dracaena (hagedis)
Dracaena is een geslacht van hagedissen dat behoort tot de familie van tejuhagedissen (Teiidae). Er zijn twee moderne vertegenwoordigers en een uitgestorven soort.

## Naam en indeling
De groep werd voor het eerst wetenschappelijk beschreven door François Marie Daudin in 1802. Hij beschreef de bekendste soort; de kaaimanteju (Dracaena guianensis). De tweede nog levende soort, Dracaena paraguayensis, werd bijna 150 jaar later beschreven. Een derde soort, Dracaena colombiana, is lang geleden uitgestorven en leefde in Colombia tijdens het Mioceen. Deze soort wordt ook wel tot het geslacht Paradracaena gerekend.

## Verspreiding en habitat
De soorten komen voor in delen van Zuid-Amerika en leven in de landen Bolivia, Brazilië, Colombia, Ecuador, Frans-Guyana en Peru. De hagedissen brengen veel tijd door in het water of liggen op takken die over het water hangen. Ze leven in moerassen en overstroomde bossen. Een bijzonderheid is dat ze vrijwel uitsluitend leven van slakken.

## Soortenlijst
| Soorten uit het geslacht Dracaena | Soorten uit het geslacht Dracaena | Soorten uit het geslacht Dracaena               |
| --------------------------------- | --------------------------------- | ----------------------------------------------- |
| Naam                              | Auteur                            | Verspreidingsgebied                             |
| †Dracaena colombiana              | Estes, 1961                       | Colombia                                        |
| Kaaimanteju (Dracaena guianensis) | Daudin, 1802                      | Brazilië, Colombia, Ecuador, Frans-Guyana, Peru |
| Dracaena paraguayensis            | Amaral, 1950                      | Bolivia, Brazilië, Paraguay                     |